# Pierre Chaulet
Pierre Chaulet (nacido y muerto en Argel 27 de marzo de 1930-5 de octubre de 2012) fue un médico argelino que trabajó con el FLN durante la guerra de Argelia. Realizó operaciones secretas en los combatientes del FLN y albergó al líder del FLN, Ramdane Abane. Con el tiempo se develó su encubrimiento y fue expulsado a Francia. Chaulet y su esposa, Claudine, se reincorporaron al FLN en Túnez, donde continuó trabajando como médico y escribiendo para el periódico del FLN, El Moudjahid.
Chaulet presentó a Frantz Fanon al FLN, en Blida en 1955.
Después de la independencia de Argelia, Chaulet se unió al hospital Mustapha Pacha. Contribuyó a la erradicación de la tuberculosis en Argelia. Claudine Chaulet se convirtió en profesora de sociología en la Universidad de Argel. En 1992, cuando Muhammad Boudiaf fue invitado de regreso a Argelia después de un exilio de 27 años, pidió ayuda a Pierre Chaulet.
Chaulet fue miembro del Consejo Nacional de Economía y Sociedad (CNES) en Argelia. Murió el 5 de octubre de 2012 y fue enterrado en el cementerio cristiano de Diar Saâda.